# مديرية الخلق

تعديل مصدري - تعديل

مديرية الخلق إحدى مديريات محافظة الجوف في اليمن. بلغ عدد سكانها 14123 نسمة عام 2004.